# 下十字架 (鲁本斯，1602年)
《耶稣下十字架》（The Deposition ）是彼得·保罗·鲁本斯的一幅油画， 创作于1602年。现藏于罗马博尔盖塞美术馆。
在安特卫普的圣母主教座堂里，保存有鲁本斯的另一幅尺寸较大也更出名的《下十字架》。  
此前，曾误将这幅画认为是安东尼·范戴克的作品。